# Enrique Flores (ilustrador)
Enrique Flores (Badalhouce, 1967) é um ilustrador e cartoonista espanhol. Dentre a sua área de atuação destacam-se desenhos para revistas, novelas gráficas, desenho paisagístico e quadradinhos. É colaborador assíduo no El País.

## Biografia
Natural de Badalhouce, cresceu em São Vicente de Alcântara. No âmbito académico estudou Belas-artes na Universidade Complutense de Madrid e Design Gráfico na Central Saint Martin's School of Art and Design, sediada em Londres. Iniciou-se profissionalmente como diretor de arte numa agência publicitária.
Começou a desenhar aquando do movimento social 15-M, tendo continuado a participar em assembleias populares depois do fim das manifestações.
No estrangeiro, tem feito várias atividades como cursos de ilustração na Guatemala e em Marrocos.

## Livros
- Cuadernos del Sol, 2011[5]
- Nepal (300 km a pie alrededor del Annapurna), 2015[10]

## Prémios
- Premio Lazarillo de Ilustración, 2010[7]